# Гуюк
Гуюк или Гаюк (монг. Гүюг хаан?, ᠭᠦᠶᠦᠭ
ᠬᠠᠭᠠᠨ?; 1206 — 1248) — каган Монгольской империи (1246—1248), сын Угэдэя, внук Чингисхана.

## Ранние годы
В 1235 году отправлен в западный поход во главе войска Улуса Угэдэя, но под верховным командованием джучида Бату. Участвовал во взятии Рязани и, вероятно, битве у Коломны. Зимой 1238/39 годов вместе с Мунке, Каданом и Бури под общим руководством Субэдэя подавлял восстания волжских булгар, разорял Нижний Новгород и Муром на Руси. 
Позднее Гуюк и Бури, внук Чагатая, поссорились с Бату и получили жестокий выговор от своего хана. Анонимный автор «Сокровенного сказания» вкладывает в уста Угэдэя такие слова, обращённые к сыну:
Говорят про тебя, что ты в походе не оставлял у людей и задней части, у кого только она была в целости, что ты драл у солдат кожу с лица. Уж не ты ли и Русских привел к покорности этою своею свирепостью? По всему видно, что ты возомнил себя единственным и непобедимым покорителем Русских, раз ты позволяешь себе восставать на старшего брата...  Что же ты чванишься и раньше всех дерешь глотку, как единый вершитель, который в первый раз из дому-то вышел, а при покорении Русских и Кипчаков не только не взял ни одного Русского или Кипчака, но даже и козлиного копытца не добыл.
Вместе с Мункэ участвовал во взятии Киева и затем был отозван из западного похода.
В конце 1241 года скончался великий хан Угэдэй. Он завещал избрать своим преемником любимого внука Ширамуна, но вдова хана Дорегене начала борьбу за избрание Гуюка. Она встретила противодействие со стороны Бату, не желавшего избрания ханом своего заклятого врага.

## Правление
Регентство хатун длилось четыре года и восемь месяцев, и за это время Дорегене и её фавориты внесли беспорядок в управление государством. Наконец, на курултае ранней осенью 1246 года Гуюк был провозглашён великим ханом. Эта церемония была подробно описана Плано Карпини, который доставил письмо папы Иннокентия IV правителю Монголии. Сохранился ответ последнего.
Плано Карпини оставил также описание самого хана:
«Этот император может иметь от роду сорок или сорок пять лет или больше; он небольшого роста; очень благоразумен и чересчур хитер, весьма серьезен и важен характером. Никогда не видит человек, чтобы он попусту смеялся и совершал какой-нибудь легкомысленный поступок, как нам говорили христиане, неотлучно с ним пребывавшие. Говорили нам также христиане, принадлежавшие к его челяди, что они твердо веруют, что он должен стать христианином…».
Вероятно, христиане-несториане играли при дворе Гуюка значительную роль. Он отменил все распоряжения эпохи регентства, казнил приспешников Дорегене Абд ар-Рахмана и Фатиму. Были восстановлены в должностях Чинкай и Махмуд Ялавач. Гуюк, вероятно, планировал завоевание Ближнего Востока, где наместника Байджу заменил своим соратником Эльджигидеем. Но прежде всего хан должен был разобраться со своим главным противником — Бату. В начале 1248 года армия во главе с Гуюком двинулась к Улусу Джучи. Бату, предупреждённый вдовой Толуя Сорхахтани, выступил с войском навстречу. Но первая гражданская война Чингизидов не состоялась. Гуюк неожиданно умер, добравшись лишь до Мавераннахра. Вдова хана Огул-Гаймыш стала после его смерти регентом государства.
В китайской истории Гуюк известен под посмертным династическим именем Дин-цзун (кит. 定宗).